# Музей астрономии
Музей астрономии — музей в Ташкенте.

## История
Музей Астрономии был открыт 16 декабря 2009 года.

## Экспозиция
Экспозиция музея составляет:
- телескоп Джеймса Шорта
- рефлектор Доллонда
- октант Гадлея
- морской хронометр Гаррисона
- небесный глобус Мухаммада Шарифа Бухари